# Тэвъёмъю
Тэвъёмъю (Тэвьемью) — река в России, протекает по Княжпогостскому району Республики Коми. Река образуется слиянием рек Лунвож и Асыввож. Устье реки находится в 20 км от устья Шомвуквы по левому берегу. Длина реки — 13 км. Высота устья — 121,8 м над уровнем моря.

## Данные водного реестра
По данным государственного водного реестра России относится к Двинско-Печорскому бассейновому округу, водохозяйственный участок реки — Вычегда от города Сыктывкар и до устья, речной подбассейн реки — Вычегда. Речной бассейн реки — Северная Двина.
Код объекта в государственном водном реестре — 03020200212103000021197.